# یواس‌اس اکتیو (۱۸۸۸)
یواس‌اس اکتیو (۱۸۸۸) (به انگلیسی: USS Active (1888)) یک کشتی آتش نشان بود که طول آن ۱۰۷ فوت (۳۳ متر) بود. این کشتی در سال ۱۸۸۸ ساخته شد.